# Сокровищница (Тиница)
Сокровищница — памятник архитектуры национального значения в Тинице. Повреждён, не реставрирован. Здание не используется.

## История
Постановлением Кабинета Министров УССР от 06.09.1979 № 442 «Про дополнение списка памятников градостроения и архитектуры Украинской ССР, которые находятся под охраной государства» («Про доповнення списку пам'яток містобудування і архітектури Української РСР, що перебувають під охороною держави») присвоен статус памятник архитектуры национального значения с охранным № 1772 под названием Сокровищница.
Не установлена информационная доска.

## Описание
Поблизости к дому Кочубея на территории парка усадьбы расположен флигель (отдельно стоящая постройка) типа кладовая Сокровищница. 
Флигель построен в конце 19 — начале 20 веков в форме романтизма на территории поместья Кочубеев в селе Тиница. Название окончательно не установлено.  
Каменный, оштукатуренный, двухэтажный, квадратный в плане дом, с четырёхскатной крышей и металлической кровлей. С западной стороны в пределах первого этажа расположена галерея с арками стрельчатой формы, а над ней деревянная надстройка — веранда. Западной аркаде соответствует декор первого этажа фасадов в виде арочных плоских ниш с профилированными импостами (между нишами), над нишами — круглые маленькие ниши. В арочных нишах располагаются прямоугольные оконные проемы. Стены второго этажа с прямоугольными окнами и без декора, кроме южного фасада — имеются полуциркульные ниши со стрельчатыми профилированными архивольтами. Внутри сооружение перепланировано.
Интерьер флигеля уничтожен пожаром 1917 года, а затем и вследствие ремонта 1967 года. В помещении размещался школьный спортзал. Здание не используется.